# Tournoi des Cinq Nations 1998
Cet article traite de l'épreuve masculine. Pour la compétition féminine, voir Tournoi britannique féminin 1998.
Pour un article plus général, voir Tournoi des Six Nations.
Navigation
Tournoi 1997 Tournoi 1999
Le Tournoi des Cinq Nations 1998 se déroule du 7 février au 5 avril 1998. La France remporte le tournoi et un second Grand chelem consécutif, le sixième de son histoire.
Pour la première fois de son histoire, un contrat de partenariat-titre est conclu ; il est alors détenu par le groupe bancaire britannique Lloyds TSB pour cinq saisons.

## Classement
Légende
J matches joués, V victoires, N matches nuls, D défaites 
PP points marqués, PC points encaissés
Pts points de classement
(2 points pour une victoire, 1 point en cas de match nul, rien pour une défaite)
T Tenante du titre 1997.
| Rang | Nations        | J | V | N | D | PP  | PC  | Pts |
| ---- | -------------- | - | - | - | - | --- | --- | --- |
| 1    | France (T)     | 4 | 4 | 0 | 0 | 144 | 49  | 8   |
| 2    | Angleterre     | 4 | 3 | 0 | 1 | 146 | 87  | 6   |
| 3    | Pays de Galles | 4 | 2 | 0 | 2 | 75  | 145 | 4   |
| 4    | Écosse         | 4 | 1 | 0 | 3 | 66  | 120 | 2   |
| 5    | Irlande        | 4 | 0 | 0 | 4 | 70  | 100 | 0   |

## Résultats
- Première journée : samedi 7 février 1998

| Saint-Denis, Stade de France | France  | 24 - 17 | Angleterre |
| Dublin, Lansdowne Road       | Irlande | 16 - 17 | Écosse     |

- Deuxième journée : samedi 21 février 1998

| Édimbourg, Murrafield | Écosse     | 16 - 51 | France         |
| Londres, Twickenham   | Angleterre | 60 - 26 | Pays de Galles |

- Troisième journée : samedi 7 mars 1998

| Saint-Denis, Stade de France | France         | 18 - 16 | Irlande |
| Twickenham, Londres          | Pays de Galles | 19 - 13 | Écosse  |

- Quatrième journée : samedi 21 mars 1998

| Dublin, Lansdowne Road | Irlande | 21 - 30 | Pays de Galles |
| Édimbourg, Murrayfield | Écosse  | 20 - 34 | Angleterre     |

- Cinquième journée : samedi 4 et 5 avril 1998

| Londres, Twickenham, le 4 | Angleterre     | 35 - 17 | Irlande |
| Londres, Wembley, le 5    | Pays de Galles | 00 - 51 | France  |

## Cinquième journée

### Pays de Galles - France
Résumé : Les Français arrivent à Wembley pour tenter de gagner le Grand Chelem. Auparavant, ils ont joué et remporté leurs trois premiers matchs. À cette occasion, Philippe Bernat-Salles marque un essai à chaque match. Le match a lieu à Wembley car l'ancien Arm's Park de Cardiff est en rénovation pour devenir, dans le cadre de la Coupe du monde 1999, le Millennium Stadium. Les Gallois jouent donc à domicile en Angleterre.

Ce premier match à Wembley voit un succès historique des Français (51 à 0), avec sept essais à la clé. Curieusement Philippe Bernat-Salles n'en inscrit aucun, il ne réussit pas de Chelem personnel termine tout de même meilleur marqueur d'essais du tournoi.
Ce match constitue plusieurs records :
- Le plus grand nombre de points jamais marqué par les Français contre les Gallois (51) ;
- La plus grande marge en faveur des Français (+51) ;
- Le plus petit nombre de points marqués par les Gallois contre les Français (0).

| 5 avril 1998 | Pays de Galles                                                              | 0 - 51 (0 - 29) | France | Stade de Wembley, Londres 72 000 spectateurs Arbitre : Peter Marshall |
| 5 avril 1998 | Carton(s) jaune(s) : 3 Charvis (9e), Davies (en) (9e), Appleyard (en) (34e) | Rapport         | Essai(s) : 7 Sadourny (3e, 13e), Lièvremont (27e), Glas (37e), Garbajosa (43e, 78e), Galthié (76e) Transformation(s) : 5 Lamaison (3e, 27e, 37e, 43e, 76e) Pénalité(s) : 2 Lamaison (35e, 52e) Carton(s) jaune(s) : 1 Glas (80e) | Stade de Wembley, Londres 72 000 spectateurs Arbitre : Peter Marshall |
| 5 avril 1998 |                                                                             | Rapport         | | Stade de Wembley, Londres 72 000 spectateurs Arbitre : Peter Marshall |

| Pays de Galles · Titulaires · Kevin Morgan 15 · Wayne Proctor 14 · 60e Neil Boobyer (en) 13 · Leigh Davies (en) 12 · Gareth Thomas 11 · Neil Jenkins 10 · Rob Howley 9 · Stuart Davies (en) 8 · Colin Charvis 7 · 66e Rob Appleyard (en) 6 · Andy Moore (en) 5 · Mike Voyle (en) 4 · Dai Young 3 · 57e Garin Jenkins 2 · 57e Andrew Lewis (en) 1 · Remplaçants · 57e Jonathan Humphreys 16 · 57e Lyndon Mustoe 17 · 60e Dafydd James 18 · 66e Kingsley Jones (en) 19 · Byron Hayward (en) 20 · Paul John (en) 21 · Stuart Roy (en) 22 · Entraîneur · Graham Henry |  |  |  | France · Titulaires · 15 Jean-Luc Sadourny · 14 Philippe Bernat-Salles · 13 Christophe Lamaison 78e · 12 Stéphane Glas · 11 Xavier Garbajosa · 10 Thomas Castaignède 68e · 9 Philippe Carbonneau 68e · 8 Thomas Lièvremont 64e · 7 Olivier Magne · 6 Marc Lièvremont · 5 Fabien Pelous · 4 Olivier Brouzet 78e · 3 Franck Tournaire · 2 Raphaël Ibañez 78e · 1 Christian Califano 68e · Remplaçants · 16 Jean-Marc Aué 78e · 17 David Aucagne 68e · 18 Fabien Galthié 68e · 19 Philippe Benetton 64e · 20 Thierry Cléda 78e · 21 Marc Dal Maso 78e · 22 Cédric Soulette 68e · Entraîneur · Jean-Claude Skrela |

## Composition de l'équipe victorieuse
- voir article : Grand Chelem en rugby de la France en 1998

## Meilleurs marqueurs
- Philippe Bernat-Salles (France) : 4 essais

- Paul Grayson (Angleterre) : 66 points (1 essai, 10 transformations, 14 pénalités, 1 drop)